# Corail dur
Un corail dur, terme ne se rapportant pas directement à la classification scientifique des espèces, désigne tout corail produisant un squelette rigide fait de carbonate de calcium sous une forme cristalline appelée l'aragonite.

## Classification scientifique
Aujourd'hui, toutes les espèces de coraux durs appartiennent à l'ordre des scleractinia.

## Synonyme
Dans son sens premier, un corail dur est un corail hermatypique.